# 庫珀蘭丁 (阿拉斯加州)
庫珀蘭丁（英語：Cooper Landing）是位於美國阿拉斯加州基奈半島自治市鎮的一個非建制地區和人口普查指定地區。根據2010年美國人口普查，該地人口為289人，而該地的面積約為181.10平方千米。

## 地理
庫珀蘭丁的座標為60°29′26″N 149°47′40″W / 60.49056°N 149.79444°W，而該地的平均海拔高度為123米（即410英尺）。